# 9428 Angelalouise
A 9428 Angelalouise (ideiglenes jelöléssel 1996 DW2) a Naprendszer kisbolygóövében található aszteroida. Stephen P. Laurie fedezte fel 1996. február 26-án.